# 林有声
林有声（1920年9月—2019年1月12日），男，福建同安人，中华人民共和国军事人物，曾任中国人民解放军江苏省军区司令员。